# I. György brit király
I. György (eredeti nevén Georg Ludwig von Braunschweig-Lüneburg; Hannover, 1660. május 28. – Osnabrück, 1727. június 11.) hannoveri választófejedelem (1698–1727), 1714-től haláláig pedig Nagy-Britannia és Írország királya.
György Ernő Ágost hannoveri választófejedelem legidősebb fia volt. Apja 1698-as halála után megörökölte tőle a hercegséget és birodalmi címeit, közte a választófejedelemséget is. Ötvennégy éves korában, Anna angol királynő halála után a korábban hozott örökösödési törvény alapján (amely kizárta II. Jakab száműzött király katolikus fiát, Stuart Jakabot) Nagy-Britannia és Írország királyává koronázták. György I. Jakab angol király dédunokája volt és Anna legközelebbi protestáns vallású rokona. Ő volt a Hannoveri-dinasztia első tagja. Uralkodása alatt Stuart Jakab két alkalommal is megpróbálta letaszítani őt a trónról, de mindkét kísérlet hamar elbukott.
György uralkodása idején folytatódott az angol királyok hatalmának csökkenése és a modern, miniszterelnökök által vezetett kormányzati forma kiépülése. Az 1720-as években az országot gyakorlatilag Robert Walpole irányította, akit gyakran emlegetnek az első miniszterelnökként. György utolsó hannoveri utazása során halt meg, nyughelye is Németországban található.

## Ifjúsága
György 1660. május 28-án született Hannoverben, Ernő Ágost leendő braunschweig-lüneburgi herceg és felesége, Pfalzi Zsófia legidősebb gyermekeként. Anyja I. Jakab angol király leányági unokája volt. Apja négy fivér közül a legfiatalabb volt, de bátyjainak nem születtek fiai, így idővel címeiket és birtokaikat ő örökölte.
1661-ben megszületett György öccse, Frigyes Ágost és a két fiú (a családban használt beceneveik szerint Görgen és Gustchen) együtt nevelkedtek. Anyjuk betegség miatt majdnem egy évig (1664-65) Itáliában lábadozott, de rendszeresen levelezett gyermekei nevelőnőjével és figyelemmel kísérte fejlődésüket. A későbbiekben Zsófia még négy fiút és egy lányt szült. Anyja a leveleiben Györgyöt felelősségteljes, kötelességtudó gyereknek írta le, akit példaképként állított öccsei és húga elé.
Amikor György 15 éves volt, még két nagybátyja is életben volt, és bár fiuk nem volt, nem vehette biztosra, hogy jelentős címeket vagy birtokokat örököl. Ernő Ágost a katonai pálya felé terelgette, gyakran vitte vadászni és lovagolni és György elkísérte apját a francia–holland háborúba is.
1679-ben meghalt a fiatalabb nagybátyja, János Frigyes és apja megörökölte tőle a Calenbergi-Göttingeni hercegséget. Másik nagybátyja, György Vilmos braunschweig-lüneburgi herceg feleségül vette a szeretőjét, hogy törvényesíthesse egyetlen lányát (Cellei Zsófia Dorottyát), de nem tűnt valószínűnek, hogy újabb gyerekük születik. Mivel a száli örökösödési törvény fiúági utódlást írt elő, György jövője biztosítottnak látszott. 1682-ben a család a birtokok felaprózódásának elkerülésére olyan szabályt hozott, hogy az elsőszülött kapja a teljes örökséget, így Györgynek már öccseivel sem kellett osztozkodnia.

## Házassága

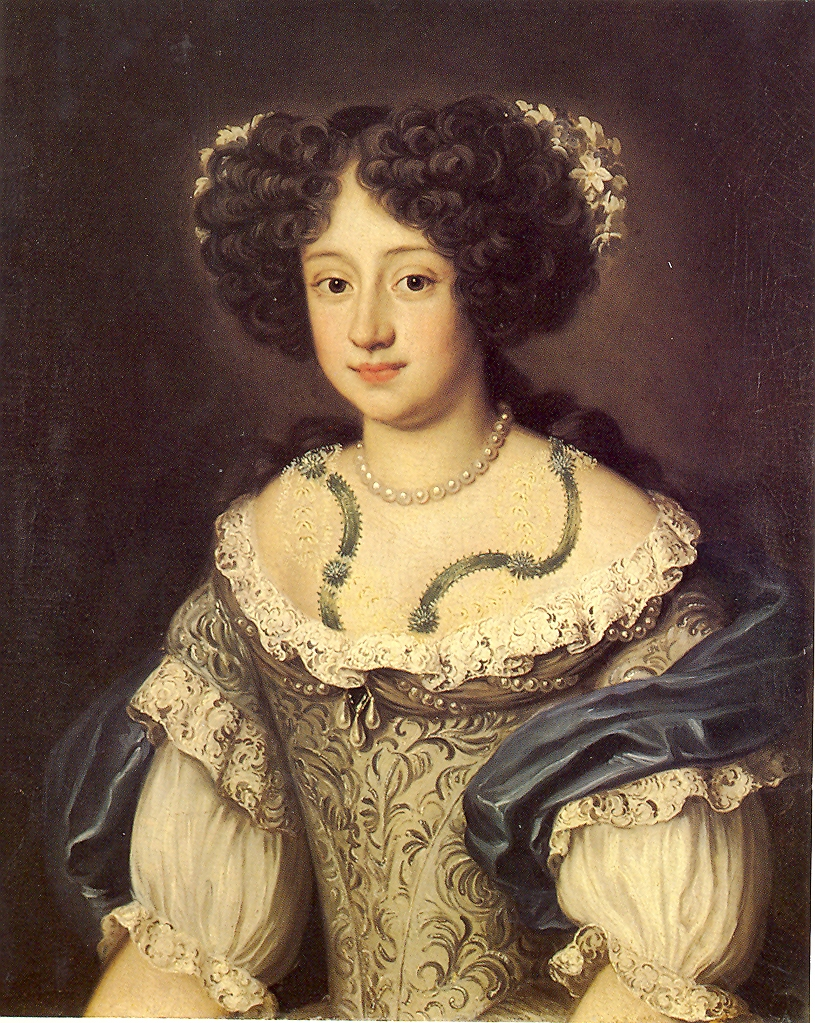
Cellei Zsófia Dorottya, György felesége

Szintén 1682-ben György feleségül vette unokatestvérét, Cellei Zsófia Dorottyát; az érdekházassággal biztosította a száli törvényeken kívül eső birtokok családon belül maradását. György anyja eleinte ellenezte a házasságot, lenézte Zsófia Dorottya anyját (aki csak grófnő volt) és bizonytalannak érezte leendő menye törvényesített státuszát; végül az anyagi előnyök őt is meggyőzték.
1683-ban György és öccse, Frigyes Ágost részt vettek a kahlenbergi csatában, ahol megállították Bécsre törő török inváziót. Ugyanebben az évben megszületett György első fia, György Ágost. Nem sokkal ezután Frigyes Ágost tudomást szerzett az őt kisemmiző családi megállapodásról és egészen 1690-es haláláig haragban maradt apjával és bátyjával. Braunschweig, Lüneburg és Calenberg egyesítésével (amihez várhatóan rövidesen Celle is csatlakozott a nagybácsi halála után) erős német hercegség jött létre és 1692-ben a német császár választófejedelmi címet adományozott Ernő Ágostnak.
Zsófia Dorottyának 1687-ben leánya született, akit róla neveztek el, de ezután már nem esett teherbe. A házaspár elhidegült egymástól, György inkább szeretőjével, Melusine von der Schulenburggal töltötte idejét, aki két lányt szült neki. Zsófia egy svéd gróffal, Philipp Christoph von Königsmarck gárdaezredessel (Aurora von Königsmarck grófnő öccsével) csalta a férjét, és hiába győzködte botránytól tartó anyósa és sógorai, nem volt hajlandó szakítani vele. A választófejedelem ellenségeinek diplomáciai leveleiben azt írták, hogy a svéd grófot 1694 júliusában (feltehetően György felbujtására) meggyilkolták, testére köveket kötöztek és bedobták a Leine folyóba. A gyilkosságot állítólag Ernő Ágost négy udvaronca követte el és egyikük, Don Nicolò Montalbano 150 ezer tallért kapott érte, ami egy miniszter éves fizetésének százszorosa volt. Későbbi pletykák szerint Königsmarck testét darabokra vágták és a hannoveri hercegi palota padlódeszkái alá rejtették. A hannoveri hivatalos álláspont (beleértve Zsófiát) tagadta, hogy bármit is tudna Königsmarck hollétéről.
György és Zsófia házasságát 1694-ben felbontották, nem valamelyik fél hűtlenségére hivatkozva, hanem mert állítólag Zsófia elhagyta a férjét. Apósa jóváhagyásával György az ahldeni kastélyba záratta volt feleségét, ahol Zsófia élete hátralévő harminc évében maradt. Megtiltották, hogy láthassa gyermekeit, hogy újból férjhez menjen és csak a kastély kertjében sétálhatott egyedül (bár felügyelet alatt kikocsizhatott és kényelmes megélhetést biztosító jövedelmet kapott).

## Választófejedelemként

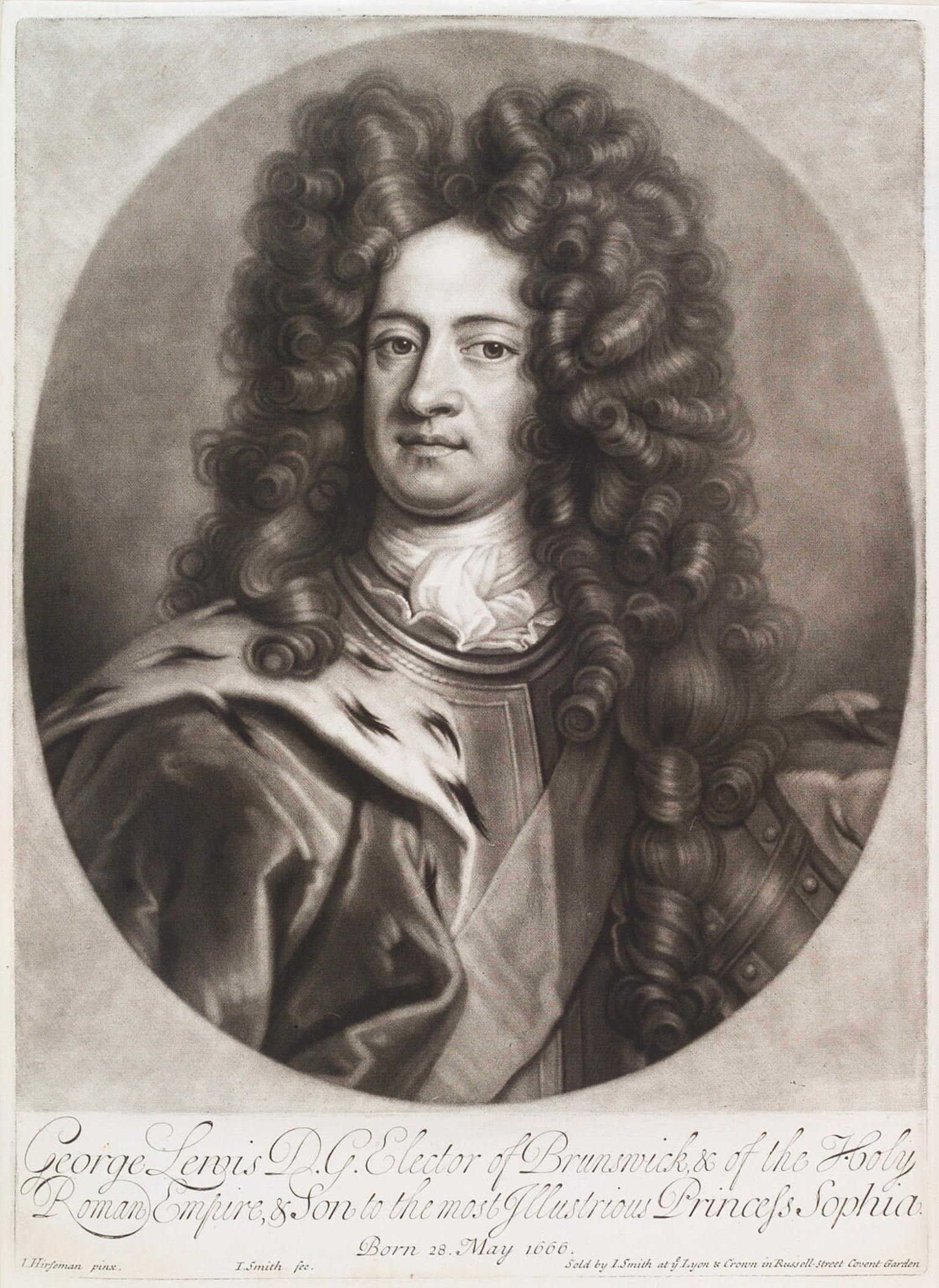
György 1706-ban, hannoveri választófejedelemként

1698. január 23-án meghalt Ernő Ágost és minden birtokát Györgyre hagyta (az osnabrücki püspökség kivételével, amely választott tisztség volt), aki így Braunschweig-Lüneburg (gyakran fővárosa után Hannoverként emlegették) hercege, a Német-római Birodalom főzászlóvivője (Erzbannerträger) és választófejedelme lett. Hannoveri udvarában a kor számos kiválósága megfordult, mint a matematikus és filozófus Gottfried Leibniz, vagy Georg Händel és Agostino Steffani zeneszerzők.
1700-ban meghalt a tizenegy éves Vilmos herceg, Stuart Anna, az angol és skót korona elsődleges örökösének egyetlen gyermeke, aki túlélte a csecsemőkort. Mivel Anna öccse, Jakab katolikus volt és az angol nemesség a korábbi polgárháború után nem tűrt volna el egy katolikus uralkodót, az angol és skót trón örököse Annát követően György anyja, Pfalzi Zsófia lett. Zsófia I. Jakab király unokája volt (annak lánya, Stuart Erzsébet révén) és ő volt a brit uralkodóház legközelebbi protestáns vallású rokona. Ezzel 56 katolikus királyi rokont kerültek meg, de az ő áttérésük nem volt valószínű, sőt többen már meg is tagadták azt.
1701 augusztusában Györgyöt felvették a legmagasabb angol lovagrendbe, megkapta a Térdszalagrendet. Hat héttel később elhunyt a száműzött katolikus angol király, II. Jakab; a következő év márciusában pedig III. Vilmos angol király is követte őt. Stuart Annát királynővé koronázták, elsődleges örököse pedig Pfalzi Zsófia volt, aki ugyan hetvenegy éves volt (szemben a harmincöt éves Annával), de igen jó egészségnek örvendett és energikusan igyekezett biztosítani a saját vagy legidősebb fia trónigényét. Az angol alkotmányos rendszer azonban nem engedélyezte a külföldiek automatikus trónutódlását és 1705-ben külön honosítási törvénnyel kellett biztosítani Zsófia és gyermeki angol állampolgárságát. Szintén 1702-ben elhunyt György utolsó nagybátyja is és ráhagyta a cellei központú Lüneburg-Grubenhageni hercegséget.

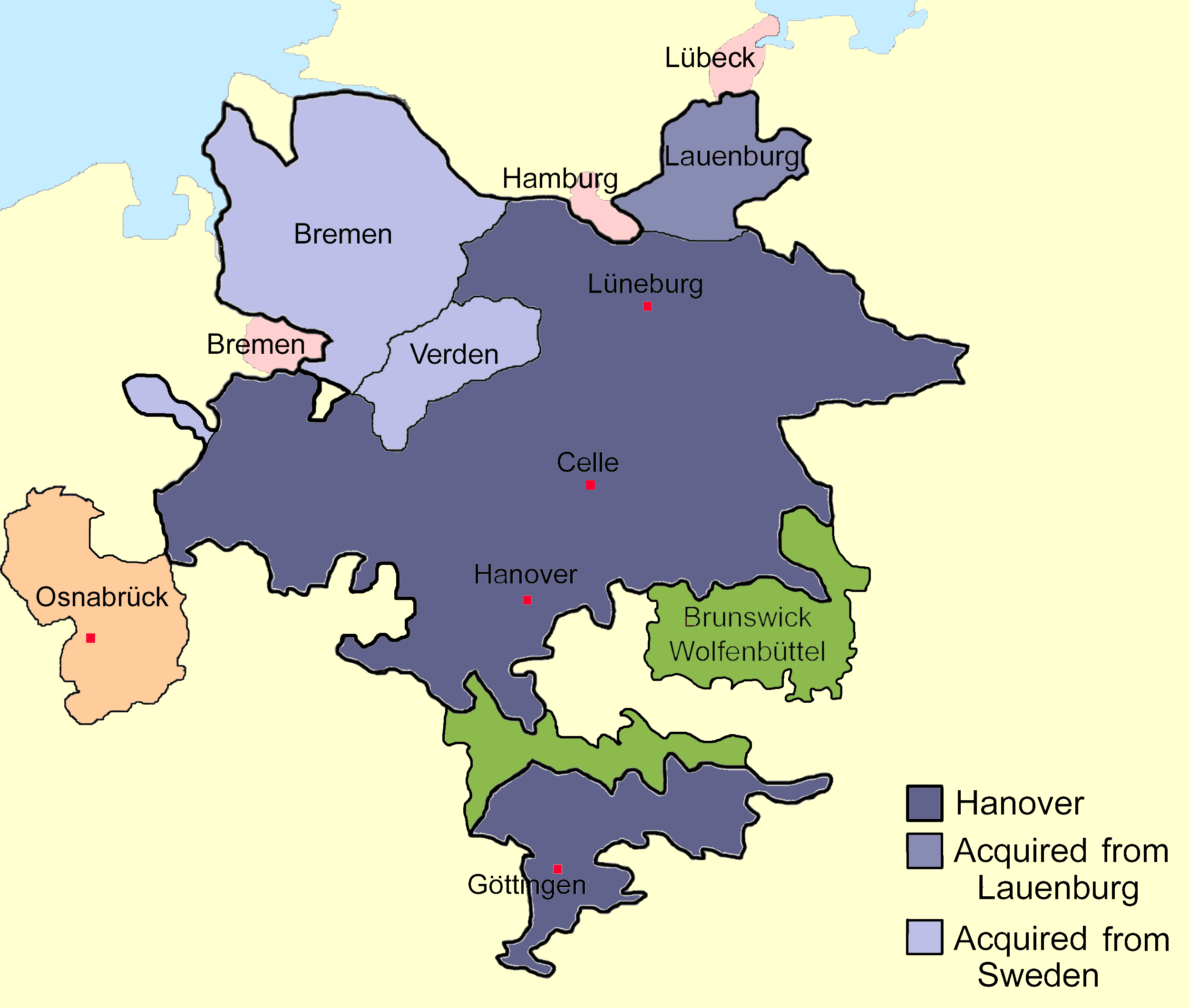
Hannover térképe 1720 körül

Néhány évvel azután, hogy György hannoveri választófejedelem lett, kitört a spanyol örökösödési háború. A gyermektelen II. Károly a francia XIV. Lajos unokájára, Bourbon Fülöpre hagyta koronáját, ám a többi európai hatalom (Ausztria, Anglia, Hollandia és a kisebb német államok) attól tartott, hogy egy túlságos erős francia-spanyol Bourbon-birodalom jön létre. György megtámadta a szomszédos franciapárti Braunschweig-Wolfenbütteli hercegséget és kis veszteséggel sikerült megszállnia. Háborús erőfeszítéseiért cserébe az angolok és hollandok elismerték Szászország-Lauenburg korábbi annexióját, amit még György nagybátyja hajtott végre.
1707-ben Györgyöt marsallá nevezték ki és rábízták a Rajna-menti birodalmi csapatokat. Nem volt kimondottan sikeres, mert saját szövetségesei sem támogatták teljes mértékben. Marlborough hercege rávette egy offenzívára amit ő csak elterelő hadműveletnek szánt a saját akciója előtt, I. József császár pedig saját céljaira kisajátította a György hadműveleteire elkülönített pénzösszegeket. Ennek ellenére a német hercegek szerint jól teljesített és az 1708-as birodalmi gyűlésen megerősítették választófejedelmi pozíciójában. György sem neheztelt Marlborough-ra, megértette, hogy akciójával sikerült elvonnia a francia erőket a támadás fő iránya elől.
1709-ben György lemondott marsalli rangjáról és a későbbiekben soha nem vállalt katonai feladatot. 1710-ben a császár birodalmi főkincstárnokká nevezte ki; ezt a tisztséget korábban a pfalzi választófejedelem töltötte be, aki a franciabarátsága miatt elűzött bajor herceg pozícióit kapta meg. 1711-ben meghalt József császár és helyébe azt a Károly főherceget választották, akit a franciaellenes párt a spanyol trónra szánt. Így a háborút 1713-ban kompromisszummal zárták. Az utrechti béke értelmében Bourbon Fülöp megkapta a spanyol koronát, de őt és gyermekeit kizárták a francia utódlásból, így a két ország nem egyesülhetett perszonálunióban.

## A brit trónutódlás

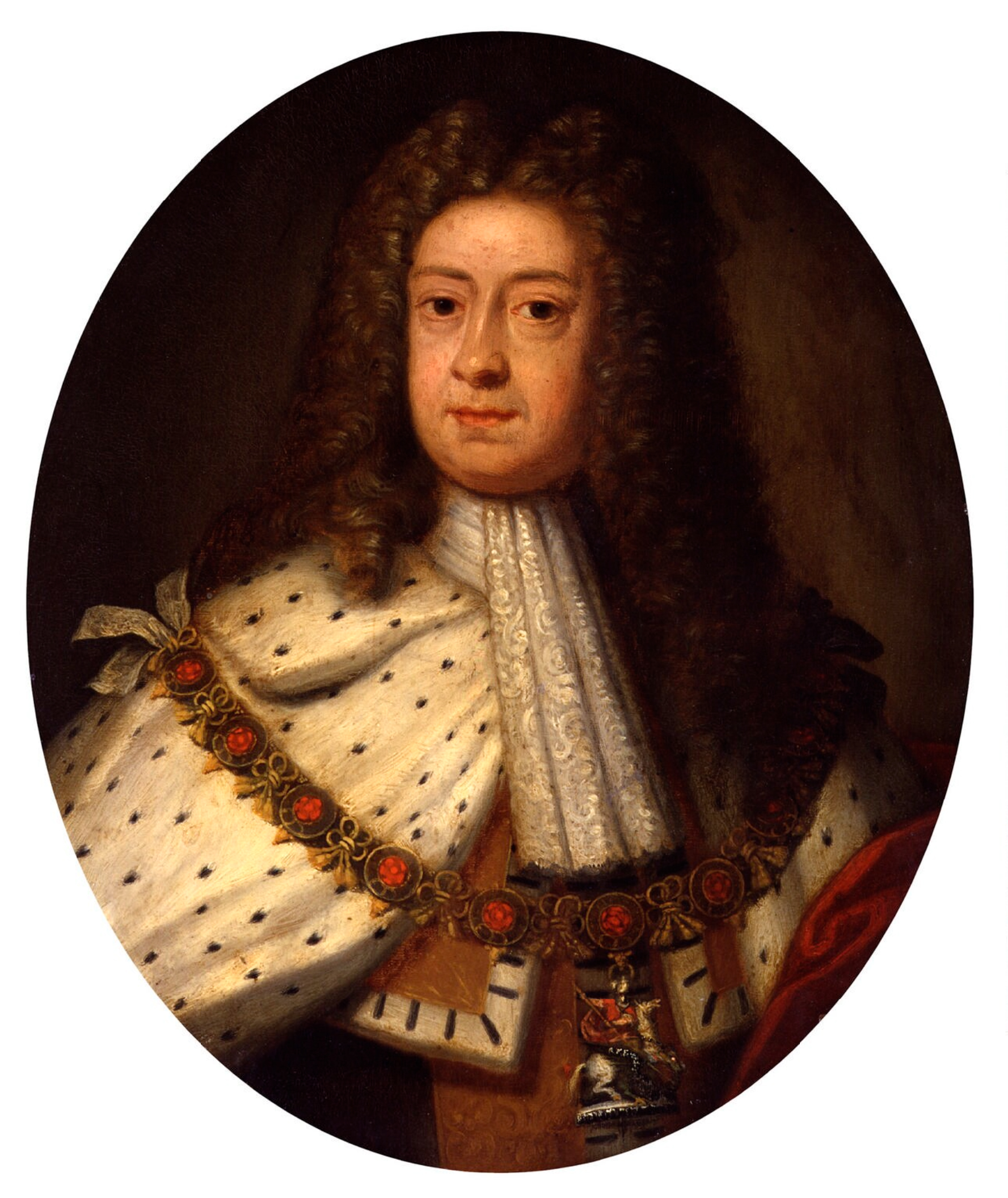
György 1714-ben, amikor Nagy-Britannia királya lett

Miután Anglia elismerte Pfalzi Zsófiát trónörökösnek, egy belső vita miatt felmerült annak a lehetősége, hogy felbomlik az angol-skót perszonálunió. 1703-ban a skót parlament olyan törvényt hozott, hogy Anna halála után másnak adják Skócia koronáját, amennyiben nem biztosítják a skót kereskedők teljes szabadságát Angliában és annak gyarmatain. Anna először vétót emelt, de a következő évben kénytelen volt aláírni a törvényt. Válaszul az angol parlament arról rendelkezett, hogy amennyiben a skótok nem fogadják el a hannoveri trónutódlást, korlátozni fogják az angol-skót kereskedelmet. A helyzetet végül 1707-ben teljes mértékben rendezték az egyesülési törvények, amelyek Nagy-Britannia királyságában egyesítették a két országot. Az unióval az akkori Európa legnagyobb szabadkereskedelmi térsége jött létre.
A helyzetet némileg bonyolította, hogy a whig párt szerint a parlamentnek volt joga dönteni az örökösödésről és az állam érdekeinek megfelelően a legközelebbi protestáns utódot kiválasztani, míg a tradicionálisabb toryk a közvetlenebb rokonsági kapcsolatot fontosabbnak tartották, akár annak árán is, hogy újra egy katolikus Stuart kerül az ország élére. 1710-ben György nyilatkozatot adott ki, miszerint ősei jogán fog Nagy-Britannia trónjára kerülni, amely jogot a Stuartok elveszítették és az őrá szállt át. Ezzel elejét vette az olyan whig értelmezéseknek, miszerint a parlamentnek köszönheti királyságát, de egyben a torykat is emlékeztette arra, hogy nem trónbitorló.
Pfalzi Zsófia 1714. június 8-án, 83 éves korában meghalt (a herrenhauseni parkban sétált és az eső elől fedél alá futott, majd összeesett). A beteges Anna királynő közvetlen örököse György lett, aki gyorsan átvizsgálta a leendő régenstanács névsorát. A királynő nem sokkal ezután agyvérzést kapott, elvesztette beszédkészségét és 1714. augusztus 1-én elhunyt. Miután a régenstanács felesküdött, Györgyöt hirdették ki Nagy-Britannia és Írország uralkodójaként. György a rossz időjárás miatt Hágában várakozott és csak szeptember 18-án tudott átkelni Angliába. Koronázására október 20-án került sor a westminsteri apátságban; ennek hírére több mint húsz angol városban zavargások törtek ki.
György ezután elsősorban Angliában élt, de öt alkalommal (1716, 1719, 1720, 1723 és 1725) hosszabb időre hazalátogatott; összességében 1714 után ideje egyötödét töltötte Hannoverben. 1716-ban egyhangúlag visszavonták azt a törvényt, ami a király külföldre utazását a parlament engedélyéhez kötötte. Útjai idején (az első kivételével) a hatalmat a régenstanács gyakorolta (nem pedig a trónörökös, akivel nem volt jó viszonyban).

## Háborúk és lázadások

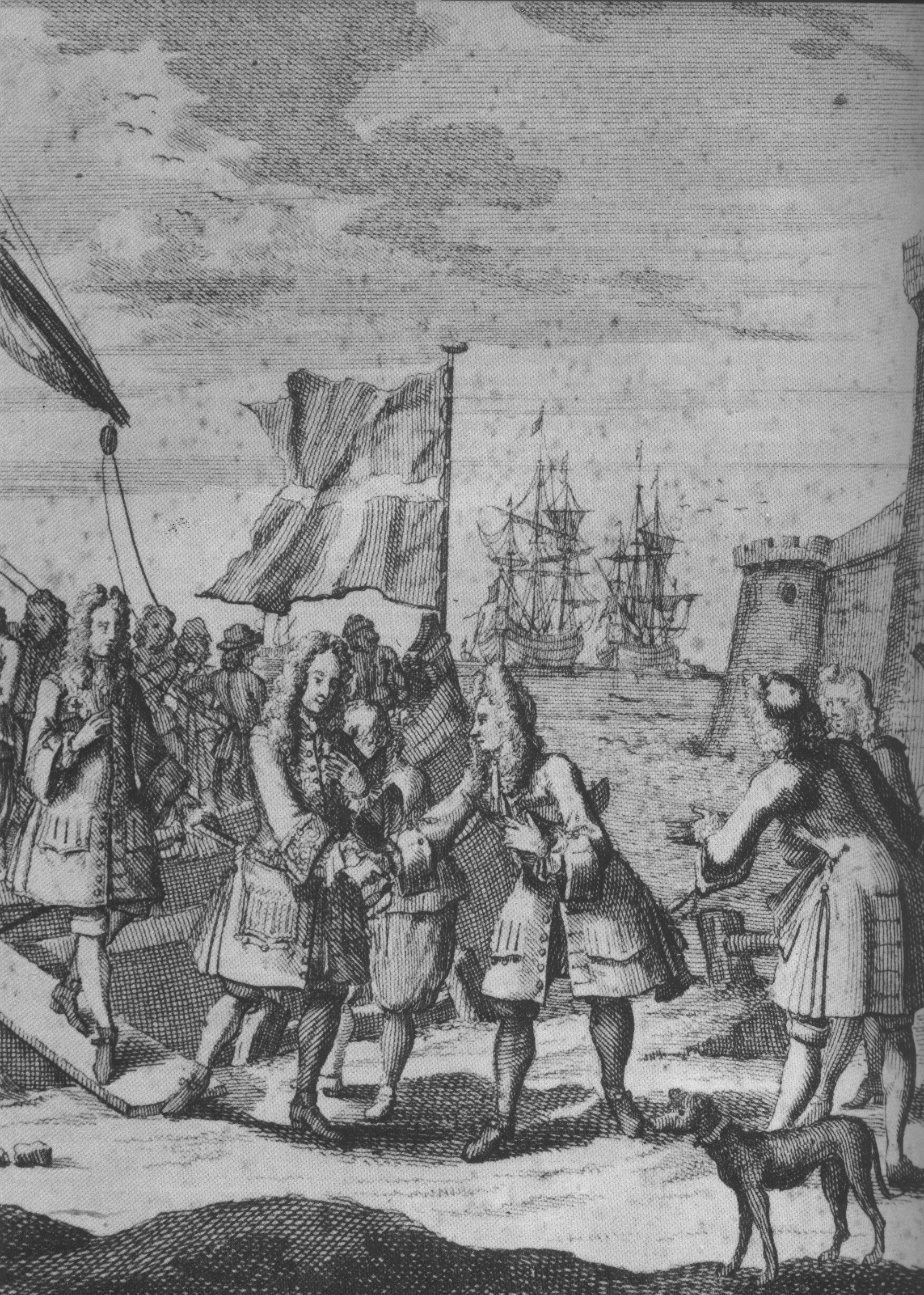
Stuart Jakab partraszáll Skóciában, 1715-ben

A koronázást követő 1715-ös parlamenti választáson a whigek elsöprő győzelmet arattak. A háttérbe szorult tory párt egyes tagjai (az ún. "tizenötök") összeesküvést szőttek, hogy megdöntsék György uralmát és Anna katolikus féltestvérét, Stuart Jakabot emeljék a trónra. Élükön Lord Mar állt, egy megkeseredett skót nemes, aki korábban államminiszterként is szolgált. A felkelés 1715 augusztusában tört ki és kezdetben sikerült ellenőrzésük alá vonniuk Észak-Skóciát. Jakab azonban késlekedett, nem volt elég pénze és Lord Mar haditerve megbukott. A királypárti csapatok legyőzték a felkelőket és év végére a felkelés összeomlott. 1716 februárjában Jakab és Lord Mar Franciaországba menekült. Néhány lázadót kivégeztek és birtokaikat elkobozták, de György megbocsátónak bizonyult, visszafogta a kormány bosszúintézkedéseit és az elkobzott vagyonokból iskolákat építtetett Skóciában, valamint kifizette belőle az államadósság egy részét.
A lázadásban való részvételük miatt az uralkodó nem bízott a torykban, ami a whig befolyás növekedéséhez vezetett. A párt annyira megerősödött, hogy a következő fél évszázadban az ő kezükben maradt az ország irányítása. Az 1715-ös választás után a döntően whigekből álló parlament maximum hét évre hosszabbította meg az országgyűlések mandátumát (bár az uralkodó előbb is feloszlathatta); így a már megválasztott képviselők tovább maradtak a hatalom közelében.
Királlyá koronázása után György addigi rossz viszonya fiával tovább romlott. György Ágost walesi herceg támogatta az apja politikájával szemben álló ellenzéket, például a britanniai vallásszabadság kiterjesztése vagy Hannover (a svédek rovására történő) területi terjeszkedése ügyében. György unokájának 1717-es születése újabb vitára adott okot. A király a hagyományoknak megfelelően a főkincstárnokot, Thomas Pelham-Holles newcastle-i herceget kérte fel keresztapának. György Ágost azonban ki nem állhatta a herceget és a keresztelőn szóban inzultálta, amit az párbajra való kihívásként értelmezett. A trónörököst ezért kiköltöztették a királyi rezidenciaként szolgáló Szent Jakab-palotából, és Leicester House-beli új otthona az ellenzék találkozóhelyévé vált. Később György kibékült fiával, amit Robert Walpole miniszter és György Ágost felesége, Ansbachi Karolina is szorgalmazott. Utóbbi követte férjét az új lakhelyére, de hiányoztak neki gyerekei, akik a király felügyelete alatt maradtak. A keresztelői ügy után azonban a király és a trónörökös viszonya mindig is hűvös maradt.
Uralkodásának első éveiben György aktívan részt vett a brit külpolitikában. 1717-ben belépett a spanyolellenes hármas szövetségbe. XIV. Lajos halála után V. Fülöp spanyol király megpróbálta visszaszerezni az itáliai spanyol birtokokat és beavatkozott a francia örökösödésbe is. Nagy-Britannia, Franciaország és Hollandia után 1718-ban a Német-római Birodalom is csatlakozott a szövetséghez és ebben az évben kitört a spanyolok elleni háború.
1719-ben V. Fülöp megsegítette Stuart Jakabot, aki újabb partraszállással próbálkozott. A viharos tenger miatt csak háromszáz spanyol katona érte el a skót partokat és Eilean Donan várában hídfőt létesítettek. Az angol flotta rövidesen odaérkezett és szétágyúzták a várat, a spanyolok pedig megadták magukat. A jakobitáknak mintegy ezer embert sikerült fellázítaniuk a skót klánokból, de a rosszul felszerelt, számbeli hátrányban lévő felkelőket a Glen Shiel-i csatában könnyen legyőzték a reguláris csapatok. A partraszállás egy pillanatig sem jelentette komoly veszélyt György helyzetére. A spanyol háborúban V. Fülöp katonái kénytelenek voltak megadni magukat a túlerőnek és a spanyol uralkodó nem tudta megszerezni a francia koronát. Ugyanekkor lezárulóban volt az északi háború, amelyet Svédország és a felemelkedőben lévő Oroszország vívott a Balti-tenger fölötti befolyásért. Míg a brit érdek a kereskedelmi útvonalak mielőbbi megnyitása volt, György Hannover politikáját is figyelembe véve megpróbált egy oroszellenes szövetséget összehozni, hogy megakadályozza az oroszok túlzott dominanciáját. A svédek segítségére küldött brit hajók parlament által fizetett kapitányai azonban nem avatkoztak be a harcokba és Svédország végül kapitulált. Hannover megkapta az addig svéd fennhatóság alatt levő Brémát és Verdent, cserébe pénzbeli kompenzációt fizetett Stockholmnak.

## Belpolitikája

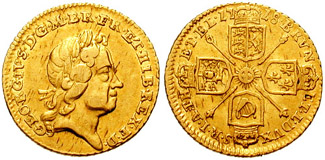
1718-as negyedguinea-s I. György arcképével

Hannoverben György abszolút uralkodó volt. Minden 50 tallért meghaladó állami kiadást, a katonatisztek és miniszterek, sőt, minden írnoki rang fölötti állami alkalmazott kinevezését személyesen hagyta jóvá. Nagy-Britanniában azonban a parlamenttel kellett megosztania hatalmát.
Az 1715-ben megválasztott whig kormány fontosabb miniszterei Robert Walpole, Charles Townshend (Walpole sógora), James Stanhope és Charles Spencer, Sunderland 3. grófja voltak. 1717-ben a király leváltotta Townshendet és Walpole is lemondott, mert nem tudta politikáját összeegyeztetni minisztertársaival. A külpolitikáért Stanhope, a belügyekért pedig Spencer felelt.
1719-ben Lord Sunderland veszített befolyásából. Beterjesztett egy törvényjavaslatot, amely korlátozta volna az új lordok kinevezését a Lordok Házába és ezzel megszilárdította volna meglévő ottani hatalmát. A vita során Walpole-nak (állítólag "pályafutásának legbriliánsabb beszédével") és az ellenzéknek sikerült megakadályozniuk a törvény elfogadását. A következő évben Walpole és Townshend visszakerült a miniszterek közé és egy egységesebb whig kormányzat jött létre.
1720-ban a kormányzatnak komoly pénzügyi botránnyal kellett szembenéznie. Az előző évben a Déltengeri Társaság lefizette Lord Sunderlandot, Melusine von der Schulenburgot (a király szeretőjét) és Charles Stanhope kincstárnokot, hogy az államadósságból 31 millió fontnyit (a teljes adósság háromötödét) államkötvényből cseréljenek ki a Társaság részvényeire. A kincstárnak megérte a váltás, mert a kötvénytulajdonosok akkor váltották be az államkötvényeket, amikor nagyon magas volt a kamat (és ezért sokan tartogatták az állampapírokat) A Társaság részvényeinek árfolyama vad emelkedésbe kezdett: míg az ügylet előtt, 1720 januárjában 128 fontot ért, a májusi átváltás hírére 500 fontra nőtt, június végére pedig már 1050 fontot is adtak érte. A hirtelen változás spekulációk és csalások özönét indította el, és a kormányzat közbelépett, az ún. buboréktörvény elfogadásával, amely megtiltotta a királyi engedéllyel nem rendelkező részvénytársaságok alapítását. A felfokozott hangulatú tőzsdén augusztusban viharos eladás kezdődött és szeptember végére a Déltengeri Társaság részvényei 150 fontra estek vissza. Sokan - köztük főnemesek is - hatalmas összegeket veszítettek, mások teljesen tönkrementek. A Hannoverben tartózkodó György a miniszterek kérésére megszakította útját és visszatért Londonba.
A közvélemény a déltengeri buborék néven elhíresült gazdasági válságért a királyt és minisztereit okolta. 1721-ben Lord Stanhope egy heves Lordok Háza-beli vita során összeesett és meghalt, Lord Sunderland pedig lemondott a tisztségéről. Miután Sunderland 1722-ben meghalt, a kormányzat legfontosabb alakjává Robert Walpole lett, akiből gyakorlatilag az első miniszterelnök vált (bár ezt a titulust ekkor még nem alkalmazták, hivatalosan a kincstár első lordja és az állampénztár kancellárja volt). Viszonylag sikeresen kezelte a válságot, átütemezte az adósságokat és némi kompenzációt is fizetett a veszteseknek, így sikerült helyreállítania az ország pénzügyi stabilitását. Walpole ügyes parlamenti politikájának köszönhetően sikerült elkerülni, hogy György neve közvetlen kapcsolatba kerüljön a déltengeri buborékkal. A királyt is megvádolták, hogy ingyen részvénycsomagokat kapott, de a levéltári vizsgálat kimutatta, hogy fizetett a részvényekért és a válság során veszített a vagyonából.

## Kései évei

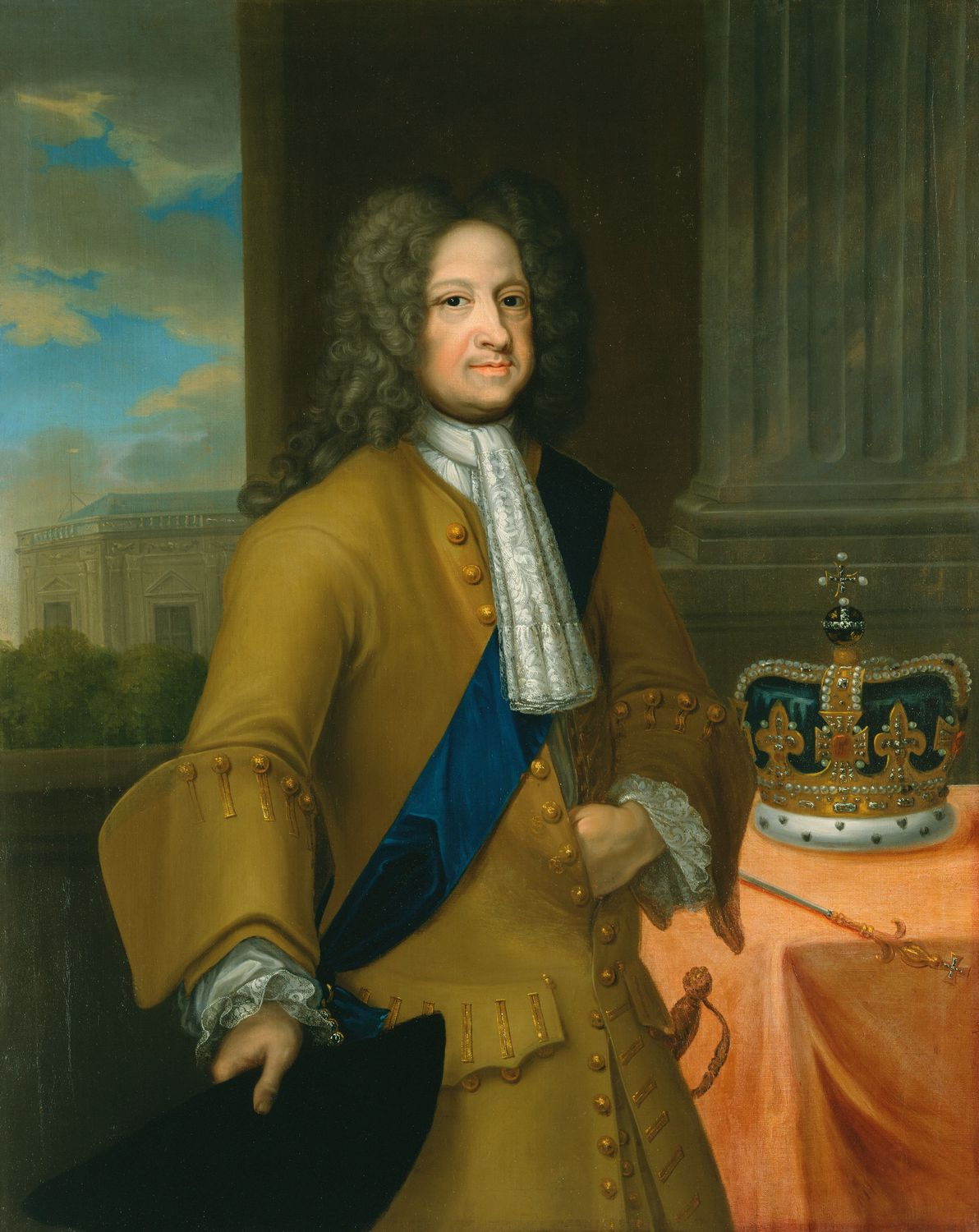
I. György az 1720-as években (Georg Wilhelm Lafontaine képe)

Walpole kérésére György 1725-ben újraalapította a Bath-rend lovagrendjét (Order of the Bath). A miniszter a kitüntetést politikai célokra használta fel, a lovagrendi tagsággal kecsegtetve nyert támogatókat céljaihoz. Walpole gyakorlatilag az ország politikájának egyszemélyes irányítójává lépett elő, saját belátása szerint váltogathatta a minisztereket. Anna királynőtől eltérően György nem vett részt a kabinet ülésein, többnyire magánbeszélgetéseken adta ki utasításait és csak a külpolitikába szólt bele. Jelentős szerepet játszott az 1725-ös hannoveri egyezmény létrehozásában, ahol Nagy-Britannia, Franciaország és Poroszország kötött szerződést az osztrák-spanyol bécsi szerződés ellensúlyozására. Walpole nem nőtt a király fejére, György bármikor leválthatta és a főminiszter tartott is ettől az 1720-as évek második felében.
1727-ben György ismét Hannoverbe látogatott. Június 9-én a Delden és Nordhorn közötti úton szélütést szenvedett és az osnabrücki püspöki palotába szállították (öccse, Ernő Ágost volt a püspök). Két nappal később, június 11-e reggelén meghalt. A leinei kastély kápolnájában temették el. A második világháborúban a kastélyt lebombázták és a háború után a király maradványait átvitték a hannoveri Herrenhausenba.
A brit és hannoveri trónon fia, György Ágost követte II. György néven. A közvélekedés az volt, hogy leváltja Walpole-t, de felesége, Ansbachi Karolina kérésére és a parlamenti instabilitás elkerülése céljából a főminiszter a helyén maradt.

## Megítélése

I. György angol király címere

Györgyről a saját anyja írta a leendő feleségének, hogy "a valaha volt legcsökönyösebb, legmakacsabb fiú". Brit alattvalói kinevették, voltak akik (mint Lady Montagu) merevsége miatt ostobának gondolták. Úgy vélték róla, hogy nem tud angolul, bár uralkodása későbbi szakaszából dokumentumok tanúskodnak arról, hogy képes volt beszélni, írni és megérteni az angol nyelvet. Németül és franciául jól beszélt, latinul meglehetősen és valamennyire olaszul és hollandul is. Hírnevének nem tett jót az sem, ahogyan feleségével bánt. A pletykák szerint veszekedésük közben a haját tépte és fojtogatta.
Az angoloknak túlságosan is német volt, a kontinensen azonban progresszív uralkodónak tartották, aki támogatta a felvilágosodást, engedte kritikusainak, hogy nyilvánosságra hozzák nézeteiket és befogadta Voltaire-t, amikor 1726-ban elűzték Párizsból. A kortársak szerint zárkózott, mértékletes, a pénzügyeit illetően pedig óvatos ember volt. Nem szerette ha a társasági eseményeken reflektorfénybe került, nem használta az opera királyi páholyát és gyakran inkognitóban ment át kártyázni a barátjához.
William Makepeace Thackeray így írt róla: A szíve Hannoverben volt... Több mint ötvenéves volt amikor közénk érkezett: elfogadtuk mert úgy akartuk, mert a mi érdekünket szolgálta; nevettünk esetlen német szokásain és kigúnyoltuk. Annyinak vette a hűségünket, amennyit ért; annyi pénzre tette rá a kezét, amennyire csak tudta; bizonyosan távol tartott minket a pápistáktól... A magam részéről akkoriban az ő oldalán lettem volna. Bármennyire cinikus és önző volt is, jobb volt mint a St. Germains-i király (Stuart Jakab) a francia király parancsaival a zsebében és hordányi jezsuitával az uszályán.
I. György jelleme ellentmondásosnak tűnik, lányának írt magánleveleiben gyengéd és szívélyes, nyilvános szereplésein unalmas és esetlen. Az anyja írta róla, hogy azoknak akik hidegnek és túl komolynak tartják elmondanám, hogy tudott ő kedélyes is lenni, hogy a szívére vette a dolgokat, hogy mélyen és őszintén érzett és hogy érzékenyebb volt annál, mint amennyit meg mert mutatni.

## Gyermekei
| Név                                            | Születés          | Halál             | Házasság |
| ---------------------------------------------- | ----------------- | ----------------- | --- |
| feleségétől, Cellei Zsófia Dorottyától:        |                   |                   | |
| György Ágost                                   | 1683. november 9. | 1760. október 25. | Ansbachi Karolina, 1705 |
| Zsófia Dorottya                                | 1687. március 26. | 1757. június 28.  | I. Frigyes Vilmos porosz király (1706)                                                                                            |
| szeretőjétől, Melusine von der Schulenburgtól: |                   |                   | |
| (Anna) Louise Sophia von der Schulenburg       | 1692 január       | 1773              | Ernst August Philipp von dem Bussche-Ippenburg (1707; még 1714 előtt elvált); VI. Károly császár 1722-ben Delitz grófnőjévé tette |
| (Petronilla) Melusina von der Schulenburg      | 1693              | 1778              | Philip Stanhope of Chesterfield (1733)                                                                                            |
| Margarethe Gertrud von Oeynhausen              | 1701              | 1726              | Albrecht Wolfgang von Schaumburg-Lippe (1722)                                                                                     |

## Családfája
|                       |                       |                       |                       |                       |                       |  |  |                      |                      |                      |                      |                      |                      |  |  |                     |                     | I. Jakab 1566–1625  |                     |                     |                     |  |  |                 |                 |                 |                 |                    |                    |                    |                    |                     |                     |                      |                      |                      |                      |                      |                      |                      |                      |                           |                           |                           |                           |                           |                           |                           |                           |                         |                         |  |  |  |  |  |  |  |  |  |  |  |  |  |  |  |  |
|                       |                       |                       |                       |                       |                       |  |  |                      |                      |                      |                      |                      |                      |  |  |                     |                     |                     |                     |                     |                     |  |  |                 |                 |                 |                 |                    |                    |                    |                    |                     |                     |                      |                      |                      |                      |                      |                      |                      |                      |                           |                           |                           |                           |                           |                           |                           |                           |                         |                         |  |  |  |  |  |  |  |  |  |  |  |  |  |  |  |  |
|                       |                       |                       |                       |                       |                       |  |  |                      |                      |                      |                      |                      |                      |  |  |                     |                     |                     |                     |                     |                     |  |  |                 |                 |                 |                 |                    |                    |                    |                    |                     |                     |                      |                      |                      |                      |                      |                      |                      |                      |                           |                           |                           |                           |                           |                           |                           |                           |                         |                         |  |  |  |  |  |  |  |  |  |  |  |  |  |  |  |  |
|                       |                       |                       |                       |                       |                       |  |  | I. Károly 1600–1649  | I. Károly 1600–1649  | I. Károly 1600–1649  | I. Károly 1600–1649  | I. Károly 1600–1649  | I. Károly 1600–1649  |  |  |                     |                     |                     |                     |                     |                     |  |  |                 |                 |                 |                 | Erzsébet 1596–1662 | Erzsébet 1596–1662 | Erzsébet 1596–1662 | Erzsébet 1596–1662 | Erzsébet 1596–1662  | Erzsébet 1596–1662  |                      |                      |                      |                      |                      |                      | György 1582–1641     | György 1582–1641     | György 1582–1641          | György 1582–1641          | György 1582–1641          | György 1582–1641          |                           |                           |                           |                           |                         |                         |  |  |  |  |  |  |  |  |  |  |  |  |  |  |  |  |
|                       |                       |                       |                       |                       |                       |  |  | I. Károly 1600–1649  | I. Károly 1600–1649  | I. Károly 1600–1649  | I. Károly 1600–1649  | I. Károly 1600–1649  | I. Károly 1600–1649  |  |  |                     |                     |                     |                     |                     |                     |  |  |                 |                 |                 |                 | Erzsébet 1596–1662 | Erzsébet 1596–1662 | Erzsébet 1596–1662 | Erzsébet 1596–1662 | Erzsébet 1596–1662  | Erzsébet 1596–1662  |                      |                      |                      |                      |                      |                      | György 1582–1641     | György 1582–1641     | György 1582–1641          | György 1582–1641          | György 1582–1641          | György 1582–1641          |                           |                           |                           |                           |                         |                         |  |  |  |  |  |  |  |  |  |  |  |  |  |  |  |  |
|                       |                       |                       |                       |                       |                       |  |  |                      |                      |                      |                      |                      |                      |  |  |                     |                     |                     |                     |                     |                     |  |  |                 |                 |                 |                 |                    |                    |                    |                    |                     |                     |                      |                      |                      |                      |                      |                      |                      |                      |                           |                           |                           |                           |                           |                           |                           |                           |                         |                         |  |  |  |  |  |  |  |  |  |  |  |  |  |  |  |  |
| Mária 1631–1660       | Mária 1631–1660       | Mária 1631–1660       | Mária 1631–1660       | Mária 1631–1660       | Mária 1631–1660       |  |  | II. Károly 1630–1685 | II. Károly 1630–1685 | II. Károly 1630–1685 | II. Károly 1630–1685 | II. Károly 1630–1685 | II. Károly 1630–1685 |  |  | II. Jakab 1633–1701 | II. Jakab 1633–1701 | II. Jakab 1633–1701 | II. Jakab 1633–1701 | II. Jakab 1633–1701 | II. Jakab 1633–1701 |  |  |                 |                 |                 |                 | Zsófia 1630–1714   | Zsófia 1630–1714   | Zsófia 1630–1714   | Zsófia 1630–1714   | Zsófia 1630–1714    | Zsófia 1630–1714    |                      |                      | Ernő Ágost 1629–1698 | Ernő Ágost 1629–1698 | Ernő Ágost 1629–1698 | Ernő Ágost 1629–1698 | Ernő Ágost 1629–1698 | Ernő Ágost 1629–1698 |                           |                           |                           |                           | György Vilmos 1624–1705   | György Vilmos 1624–1705   | György Vilmos 1624–1705   | György Vilmos 1624–1705   | György Vilmos 1624–1705 | György Vilmos 1624–1705 |  |  |  |  |  |  |  |  |  |  |  |  |  |  |  |  |
| Mária 1631–1660       | Mária 1631–1660       | Mária 1631–1660       | Mária 1631–1660       | Mária 1631–1660       | Mária 1631–1660       |  |  | II. Károly 1630–1685 | II. Károly 1630–1685 | II. Károly 1630–1685 | II. Károly 1630–1685 | II. Károly 1630–1685 | II. Károly 1630–1685 |  |  | II. Jakab 1633–1701 | II. Jakab 1633–1701 | II. Jakab 1633–1701 | II. Jakab 1633–1701 | II. Jakab 1633–1701 | II. Jakab 1633–1701 |  |  |                 |                 |                 |                 | Zsófia 1630–1714   | Zsófia 1630–1714   | Zsófia 1630–1714   | Zsófia 1630–1714   | Zsófia 1630–1714    | Zsófia 1630–1714    |                      |                      | Ernő Ágost 1629–1698 | Ernő Ágost 1629–1698 | Ernő Ágost 1629–1698 | Ernő Ágost 1629–1698 | Ernő Ágost 1629–1698 | Ernő Ágost 1629–1698 |                           |                           |                           |                           | György Vilmos 1624–1705   | György Vilmos 1624–1705   | György Vilmos 1624–1705   | György Vilmos 1624–1705   | György Vilmos 1624–1705 | György Vilmos 1624–1705 |  |  |  |  |  |  |  |  |  |  |  |  |  |  |  |  |
|                       |                       |                       |                       |                       |                       |  |  |                      |                      |                      |                      |                      |                      |  |  |                     |                     |                     |                     |                     |                     |  |  |                 |                 |                 |                 |                    |                    |                    |                    |                     |                     |                      |                      |                      |                      |                      |                      |                      |                      |                           |                           |                           |                           |                           |                           |                           |                           |                         |                         |  |  |  |  |  |  |  |  |  |  |  |  |  |  |  |  |
|                       |                       |                       |                       |                       |                       |  |  |                      |                      |                      |                      |                      |                      |  |  |                     |                     |                     |                     |                     |                     |  |  |                 |                 |                 |                 |                    |                    |                    |                    |                     |                     |                      |                      |                      |                      |                      |                      |                      |                      |                           |                           |                           |                           |                           |                           |                           |                           |                         |                         |  |  |  |  |  |  |  |  |  |  |  |  |  |  |  |  |
| III. Vilmos 1650–1702 | III. Vilmos 1650–1702 | III. Vilmos 1650–1702 | III. Vilmos 1650–1702 | III. Vilmos 1650–1702 | III. Vilmos 1650–1702 |  |  | II. Mária 1662–1694  | II. Mária 1662–1694  | II. Mária 1662–1694  | II. Mária 1662–1694  | II. Mária 1662–1694  | II. Mária 1662–1694  |  |  | Anna 1665–1714      | Anna 1665–1714      | Anna 1665–1714      | Anna 1665–1714      | Anna 1665–1714      | Anna 1665–1714      |  |  | Jakab 1688–1766 | Jakab 1688–1766 | Jakab 1688–1766 | Jakab 1688–1766 | Jakab 1688–1766    | Jakab 1688–1766    |                    |                    | I. György 1660–1727 | I. György 1660–1727 | I. György 1660–1727  | I. György 1660–1727  | I. György 1660–1727  | I. György 1660–1727  |                      |                      |                      |                      |                           |                           | Zsófia Dorottya 1666–1726 | Zsófia Dorottya 1666–1726 | Zsófia Dorottya 1666–1726 | Zsófia Dorottya 1666–1726 | Zsófia Dorottya 1666–1726 | Zsófia Dorottya 1666–1726 |                         |                         |  |  |  |  |  |  |  |  |  |  |  |  |  |  |  |  |
| III. Vilmos 1650–1702 | III. Vilmos 1650–1702 | III. Vilmos 1650–1702 | III. Vilmos 1650–1702 | III. Vilmos 1650–1702 | III. Vilmos 1650–1702 |  |  | II. Mária 1662–1694  | II. Mária 1662–1694  | II. Mária 1662–1694  | II. Mária 1662–1694  | II. Mária 1662–1694  | II. Mária 1662–1694  |  |  | Anna 1665–1714      | Anna 1665–1714      | Anna 1665–1714      | Anna 1665–1714      | Anna 1665–1714      | Anna 1665–1714      |  |  | Jakab 1688–1766 | Jakab 1688–1766 | Jakab 1688–1766 | Jakab 1688–1766 | Jakab 1688–1766    | Jakab 1688–1766    |                    |                    | I. György 1660–1727 | I. György 1660–1727 | I. György 1660–1727  | I. György 1660–1727  | I. György 1660–1727  | I. György 1660–1727  |                      |                      |                      |                      |                           |                           | Zsófia Dorottya 1666–1726 | Zsófia Dorottya 1666–1726 | Zsófia Dorottya 1666–1726 | Zsófia Dorottya 1666–1726 | Zsófia Dorottya 1666–1726 | Zsófia Dorottya 1666–1726 |                         |                         |  |  |  |  |  |  |  |  |  |  |  |  |  |  |  |  |
|                       |                       |                       |                       |                       |                       |  |  |                      |                      |                      |                      |                      |                      |  |  |                     |                     |                     |                     |                     |                     |  |  |                 |                 |                 |                 |                    |                    |                    |                    |                     |                     |                      |                      |                      |                      |                      |                      |                      |                      |                           |                           |                           |                           |                           |                           |                           |                           |                         |                         |  |  |  |  |  |  |  |  |  |  |  |  |  |  |  |  |
|                       |                       |                       |                       |                       |                       |  |  |                      |                      |                      |                      |                      |                      |  |  |                     |                     |                     |                     |                     |                     |  |  |                 |                 |                 |                 |                    |                    |                    |                    |                     |                     |                      |                      |                      |                      |                      |                      |                      |                      |                           |                           |                           |                           |                           |                           |                           |                           |                         |                         |  |  |  |  |  |  |  |  |  |  |  |  |  |  |  |  |
|                       |                       |                       |                       |                       |                       |  |  |                      |                      |                      |                      |                      |                      |  |  | Vilmos 1689–1700    | Vilmos 1689–1700    | Vilmos 1689–1700    | Vilmos 1689–1700    | Vilmos 1689–1700    | Vilmos 1689–1700    |  |  |                 |                 |                 |                 |                    |                    |                    |                    |                     |                     | II. György 1683–1760 | II. György 1683–1760 | II. György 1683–1760 | II. György 1683–1760 | II. György 1683–1760 | II. György 1683–1760 |                      |                      | Zsófia Dorottya 1687–1757 | Zsófia Dorottya 1687–1757 | Zsófia Dorottya 1687–1757 | Zsófia Dorottya 1687–1757 | Zsófia Dorottya 1687–1757 | Zsófia Dorottya 1687–1757 |                           |                           |                         |                         |  |  |  |  |  |  |  |  |  |  |  |  |  |  |  |  |

## Fordítás
- Ez a szócikk részben vagy egészben  a   George I of Great Britain című angol Wikipédia-szócikk ezen változatának fordításán alapul.  Az eredeti cikk szerkesztőit annak laptörténete sorolja fel. Ez a jelzés csupán a megfogalmazás eredetét és a szerzői jogokat jelzi, nem szolgál a cikkben szereplő információk forrásmegjelöléseként.